# Heptarradiata
Genre
Heptarradiata est un genre de trachyméduses (hydrozoaires) de la famille des Geryoniidae.

## Liste d'espèces
Selon World Register of Marine Species (1er avril 2016) :
- Heptaradiata rioplatensis Zamponi & Genzano, 1989